# Gerevich Pál
Gerevich Pál (Budapest, 1948. augusztus 10. –) magyar vívó, vívóedző; a magyar kardcsapattal kétszeres olimpiai bronzérmes, négyszeres világbajnok, 1977-ben egyéni világbajnok, többszörös magyar bajnok.
Magyarország legeredményesebb vívócsaládjában született. A legendás magyar vívó, a hétszeres olimpiai bajnok Gerevich Aladár fia. Édesanyja, Bogen Erna olimpiai bronzérmes tőrvívó, nagyapja, Bogen Albert olimpiai ezüstérmes kardvívó volt. Bátyja, Gerevich György is vívó, majd a Vasas vívóedzője volt.

## Sportpályafutása
Gerevich Pál 1962-től a Budapesti Vörös Meteor versenyzője volt, 1962-től a Budapesti Vasutas Sport Clubban, 1981 és 1984 közt a Budapesti Vasasban vívott. 1973-ban, 1974-ben, 1976-ban és 1977-ben egyéni magyar bajnoki címet szerzett.
Tagja volt a magyar csapatnak, amikor az világbajnok lett 1973-ban Göteborgban, 1978-ban Hamburgban, 1981-ben Clermont-Ferrandban és 1982-ben Rómában. Ezüstérmes volt 1975-ben Budapesten. 1977-ben Buenos Airesben egyéni világbajnok. 1972-ben és 1980-ban olimpiai bronzérmet szerzett csapatban. 1981-ben a Vasas versenyzőjeként tagja volt a Bajnokcsapatok Európa Kupáját megnyerő csapatnak.
1977-ben Magyarországon az év férfi sportolójának választották.
1983-ban súlyos térdműtéte volt, ezért abba kellett hagynia a sportolást. Miután már 1972-ben a Testnevelési Főiskolán szakedzői diplomát szerzett, visszavonulását követően a Vasas szakosztályvezető-helyettese lett, 1988-tól pedig az ausztriai Mödlingben kapott edzői állást.